# Turbo ticaonicus
Turbo ticaonicus là một loài ốc biển, là động vật thân mềm chân bụng sống ở biển thuộc họ Turbinidae, họ ốc xà cừ.

## Tham khảo

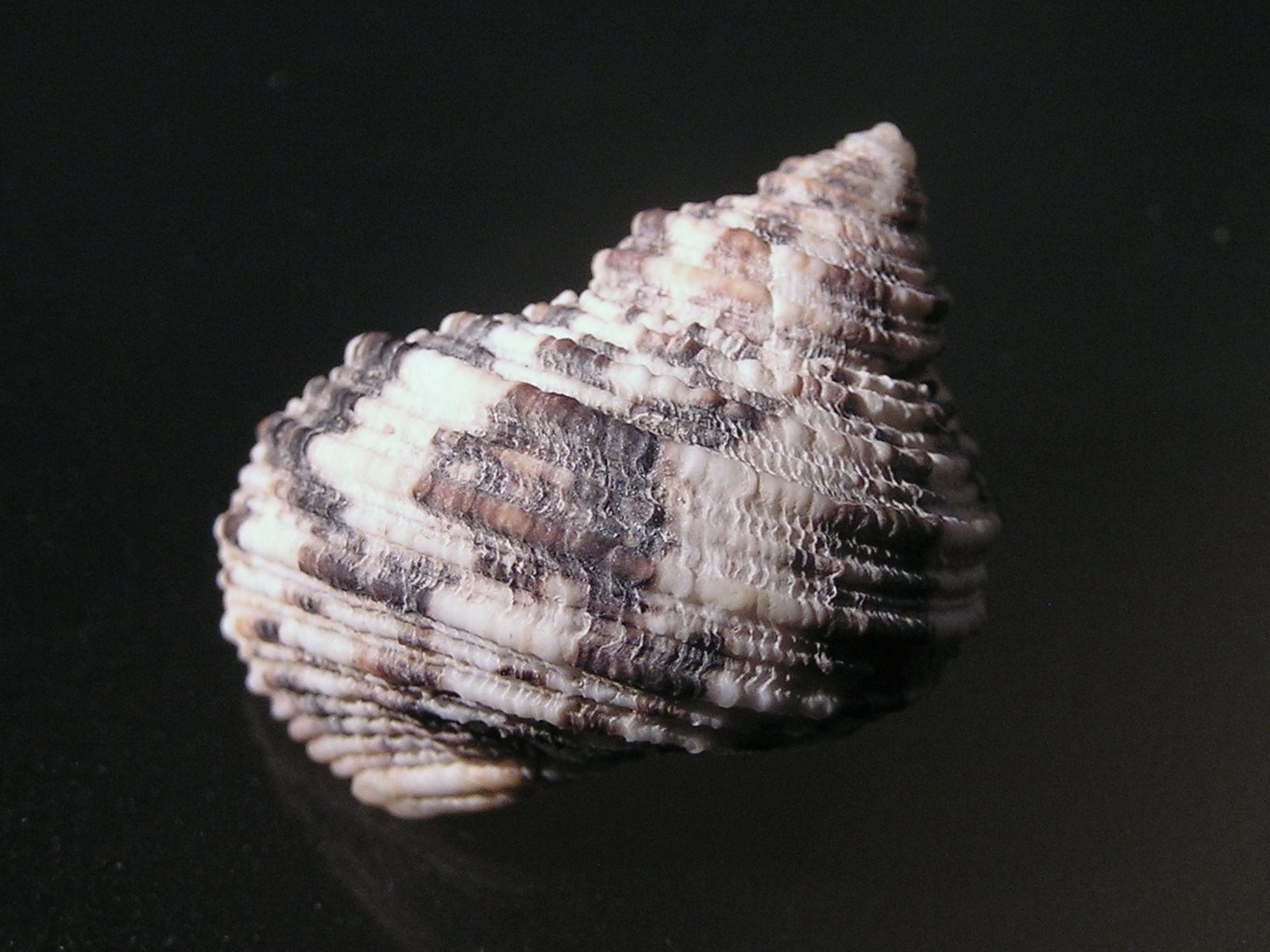
abapertural view